# Вулиця Березова (Тернопіль)
Вулиця Березова — вулиця у мікрорайоні «Новий світ» міста Тернополя.

## Відомості
Розпочинається від вулиці Северина Наливайка, пролягає на північний захід та закінчується неподалік від будинку №51 вулиці Білецької. Довжина вулиці — 530 м. На вулиці переважають приватні будинки.